# Больше-Чураковская волость
Бо́льше-Чурако́вская во́лость — административно-территориальная единица Кустанайского уезда Тургайской области (до августа 1919 года), Челябинской губернии (август 1919 — сентябрь 1920 гг.), Киргизской АССР (сентябрь — ноябрь 1920 года), Оренбургско-Тургайской губернии (ноябрь 1920 — апрель 1921 гг.), Кустанайской губернии (апрель 1921 — сентябрь 1925 гг.), Кустанайского округа (сентябрь 1925 — январь 1928 гг.), существовавшая в 1911—1928 гг. Административным центром волости являлся посёлок Больше-Чураковский (ныне — село Большая Чураковка).

## История
В январе 1911 года путём «открытии сельских обществ» на Большечураковском, Малочураковском, Силантьевском, Осиповском участках киргизской Аракарагаской волости Кустанайского уезда была образована русская Большечураковская волость. Согласно Справочной книжке и адресу-календарью Тургайской области на 1915 год в составе Больше-Чураковской волости находились 8 населённых пунктов:

| - Больше-Чураковский - Анфисовский (бывш. Азарьевский) - Захарьевский - Мало-Чураковский | - Мининский - Осиповский - Панинский - Силантьевский |

Декретом ВЦИК от 27 августа 1919 года волость вошла в состав Челябинской губернии РСФСР. На основании постановления Челябинского губисполкома от 16 сентября 1920 года в передена в состав Киргизской АССР, с 9 ноября 1920 года — в Оренбургско-Тургайской губернии:77. 1 апреля 1921 года из волостей Кустанайского уезда и части Орского уезда Оренбургско-Тургайской губернии в составе 7 районов была образована Кустанайская губерния:77. Больше-Чураковская волость вошла в состав Кустанайского района, который в 1922 году был образован в уезд:82—84. Согласно составленному в 1923 году Списку населённых пунктов КССР в составе Больше-Чураковской волости находились 10 населённых пунктов:

| - Больше-Чураковский - Азарьевский - Захарьевский - Мало-Чураковский - Ново-Николаевский | - Осиповский - Паникский - Рюбенский - Силантьевский - Ярославский |

В июле 1923 года в состав Больше-Чураковской волости входит часть Ново-Алексеевской волости:84. В сентябре 1925 года постановлением ЦИК Казахской АССР от 3 марта 1925 года Кустанайская губерния была упразднена, с последующим преобразованием всех уездов в один Кустанайский уезд:146—148. В сентябре 1925 года в состав Больше-Чураковской волости вошла Зуевская волость:146—148 (по состоянию на 1923 год в состав Зуевской волости входили 4 посёлка: Зуевский, Бюриковский, Каргалинский, Танибаевский). На основании ВЦИК от 14 сентября 1925 года Кустанайский уезд был преобразован в Кустанайский округ:146—148. 17 января 1928 года ликвидируется волостное деление, Больше-Чураковская, Затобольская и части Боровской и Павловской волостей образуют Затобольский район с административным центром в городе Кустанай:150—151.

## Состав
Состав Больше-Чураковской волости согласно Списку населённых пунктов КССР 1923 года:
| №  | Населённый пункт  | Тип населённого пункта | Географические координаты       | Преобл. нац. | Число хозяйств | Население, чел. |
| -- | ----------------- | ---------------------- | ------------------------------- | ------------ | -------------- | --------------- |
| 1  | Азарьевский       | посёлок                | ?                               | украинцы     | 31             | 182             |
| 2  | Большая Чураковка | посёлок, центр         | 53°03′08″ с. ш. 64°20′10″ в. д. | русские      | 174            | 1103            |
| 3  | Захарьевский      | посёлок                | 52°56′43″ с. ш. 64°28′22″ в. д. | украинцы     | 45             | 260             |
| 4  | Мало-Чураковский  | посёлок                | 53°05′49″ с. ш. 64°17′05″ в. д. | украинцы     | 77             | 496             |
| 5  | Ново-Николаевский | посёлок                | 53°00′43″ с. ш. 64°23′09″ в. д. | украинцы     | 63             | 337             |
| 6  | Осиповский        | посёлок                | 53°02′52″ с. ш. 64°29′13″ в. д. | русские      | 153            | 1026            |
| 7  | Паникский         | посёлок                | 52°56′23″ с. ш. 64°27′21″ в. д. | украинцы     | 35             | 192             |
| 8  | Рюбенский         | посёлок                | ?                               | украинцы     | 14             | 103             |
| 9  | Силантьевский     | посёлок                | 53°05′42″ с. ш. 64°15′44″ в. д. | русские      | 69             | 486             |
| 10 | Ярославский       | посёлок                | ?                               | украинцы     | 64             | 371             |